# Monti Pereval'nyj
I monti Pereval'nyj (in russo Перевальный хребет?) sono una catena montuosa della Siberia Orientale meridionale (Territorio della Transbajkalia) che fa parte dell'altopiano Chėntėj-Daur. Si trovano sulla riva destra del corso superiore del fiume Čikoj (affluente del Selenga).
La lunghezza totale della catena è di circa 100 km. Le altezze predominanti vanno dai 1 900 ai 2 000 m. La vetta più alta è il monte Kumyl'skij Golec (2 350 m), da cui la linea centrale della catena corre verso est. Il fiume Bal'dža, affluente dell'Onon, nasce sul versante meridionale del crinale. La catena si estende dal confine mongolo a sud-ovest fino al fiume Bolšaja Bureča (tributario del Čikoj) a nord-est, il quale divide i Pereval'nyj dai monti Čatanginskij.
La catena si trova nella zona composta principalmente da rocce delle formazioni del tardo Paleozoico. La struttura della dorsale coinvolge strati sedimentari del Carbonifero, intrusi da graniti del Triassico. Il rilievo della catena montuosa è dominato da altopiani con forte dissezione orizzontale e verticale. I pendii sono per lo più ripidi, con "fiumi di pietre" (kurum) e affioramenti rocciosi. I principali tipi di paesaggio sono la taiga montana , la foresta prealpina e i gol'cy.